# Ајслинген (Филс)
Ајслинген (њем. Eislingen/Fils) град је у њемачкој савезној држави Баден-Виртемберг. Једно је од 38 општинских средишта округа Гепинген. Према процјени из 2010. у граду је живјело 20.317 становника. Посједује регионалну шифру (AGS) 8117019.

## Географски и демографски подаци
Ајслинген се налази у савезној држави Баден-Виртемберг у округу Гепинген. Град се налази на надморској висини од 336 метара. Површина општине износи 16,4 km². У самом граду је, према процјени из 2010. године, живјело 20.317 становника. Просјечна густина становништва износи 1.238 становника/km².

## Међународна сарадња
| Мјесто | Држава   | Врста сарадње | Од    |
| ------ | -------- | ------------- | ----- |
| Вилањ  | Мађарска | партнерство   | 1989. |
| Извор  |          |               |       |